# Hpnotiq
El Hpnotiq es un licor de fruta azul con 17° de alcohol hecho de vodka, coñac y zumo de fruta tropical. Está disponible en unos 35 países.
El Hpnotiq es el cuarto licor importado en ventas en Estados Unidos, según Adams Beverage Media.

## Historia
El Hpnotiq fue creado por Raphael Yakoby en 2001, un joven que había abandonado la universidad y vivía con sus padres en Long Island (Nueva York), y que tras ver un perfume azul en Bloomingdale's decidió crear un licor azul. Un año después, la bebida era popular en los clubes nocturnos de Nueva York.
Fue distribuido originalmente por Wingard Inc. de Great Neck (Nueva York). En enero de 2003 la marca de Yakoby y los derechos de distribución fueron adquiridos por las destilerías Heaven Hill. La marca dio a Yakoby unos 50 millones de dólares.